# Bryceland
Bryceland – wieś w Stanach Zjednoczonych, w stanie Luizjana, w parafii Bienville.